# 翠錦竹芋
翠錦竹芋（学名：Calathea leopardina W. Bull ex Regel. ）為竹芋科肖竹芋屬下的一個品種，多年生草本。原生於中南美洲的熱帶雨林。在以葉色斑紋繽紛多變而著稱的竹芋科當中，翠錦竹芋屬於少數花、葉皆美的品種。翠錦竹芋喜歡溫暖潮濕的半日照環境，在明亮的室內也可以生長得很好，極具觀賞價值。中文裡，翠錦竹芋原本可以命名為豹紋竹芋，因其種小名leopardina為「豹紋的」的意思，但臺灣已經習於以豹紋竹芋稱呼另一個學名為 Maranta leuconeura E. Morren的品種。

## 圖示

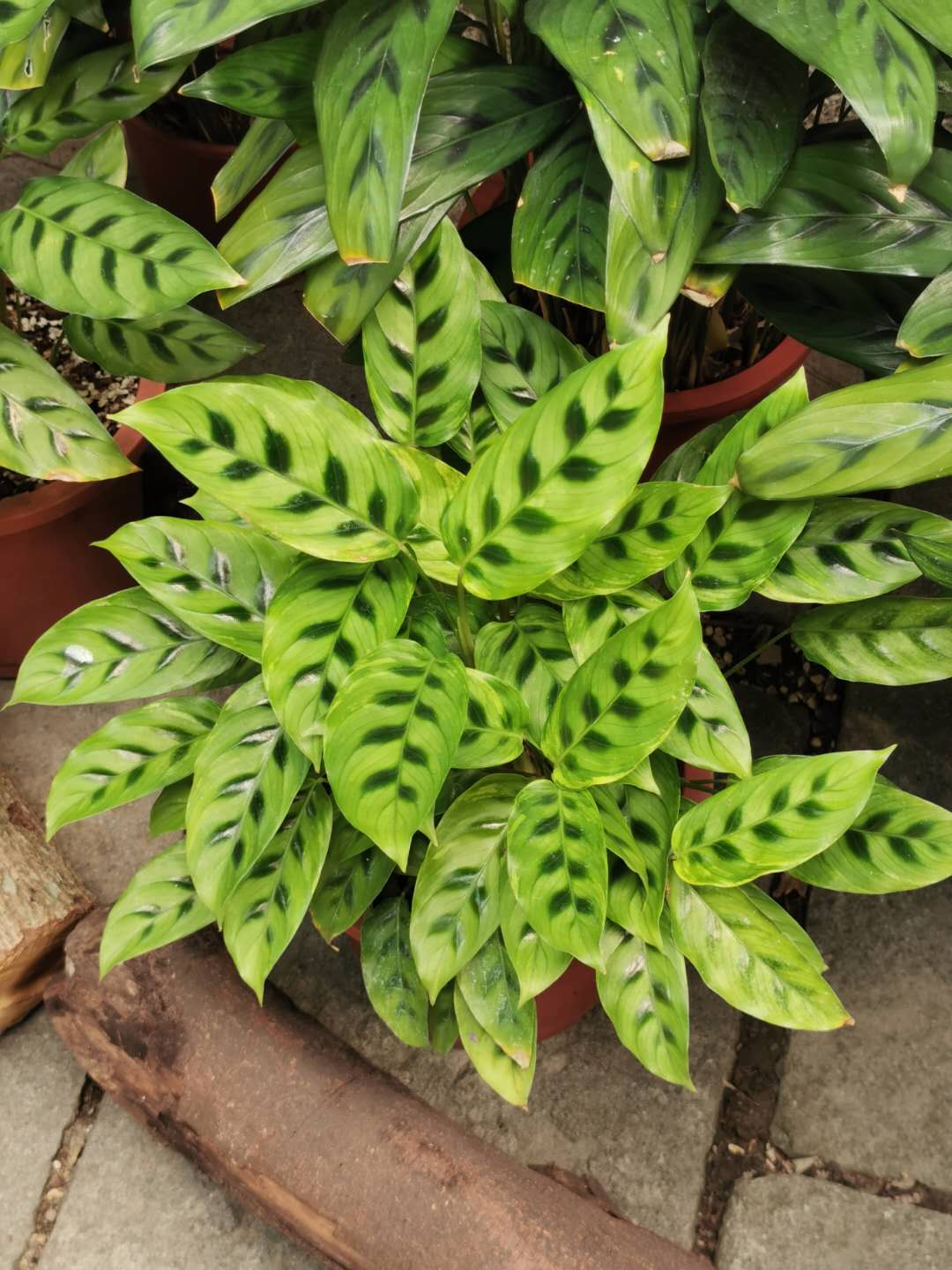
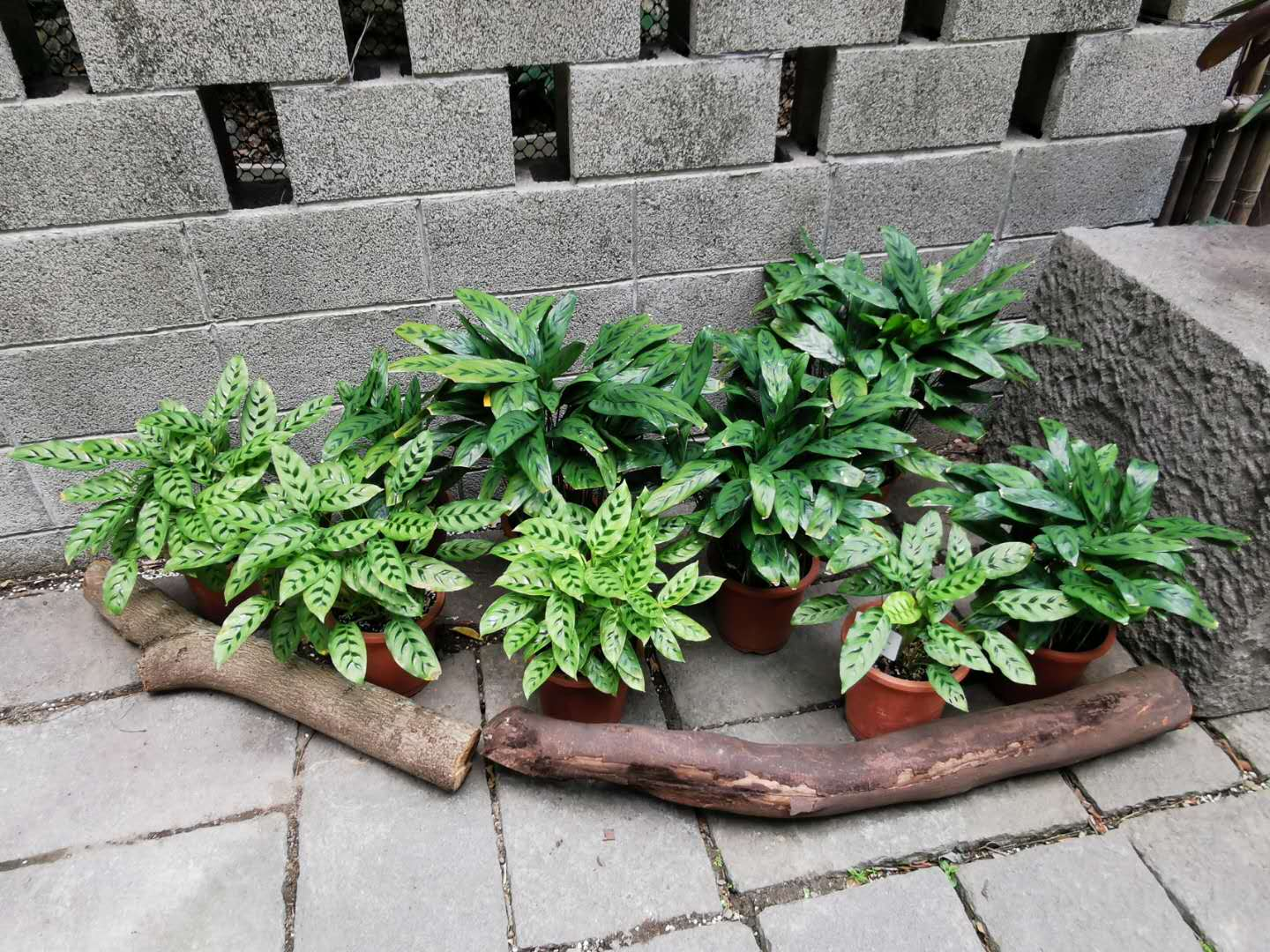

## 擴展閱讀
- 維基物種上的相關：翠錦竹芋
- 维基共享资源上的相關多媒體資源：翠錦竹芋